# Zwischenmahlzeit (Fernsehshow)
Zwischenmahlzeit war eine von Hans Hubberten verfasste Fernsehshow mit Gisela Schlüter. Die erste Folge wurde am 27. November 1963 noch in Schwarz-Weiß in der ARD ausgestrahlt. Die Regie führte Ekkehard Böhmer.

## Konzeption
Gisela Schlüter führte durch die Sendung, in der sie sang, tanzte und Sketche spielte. Ihr Sketchpartner war Mircea Krishan. Weiterhin traten bekannte Sänger, Schauspieler und Politiker in Sketchen oder Gesangsdarbietungen auf, wie beispielsweise der Volksschauspieler Otto Lüthje vom Hamburger Ohnsorg-Theater, der zu den am häufigsten eingeladenen Gästen gehörte. Zur Konzeption der Sendung gehörte auch ein Musikmedley, welches von Schlüter in wechselnden Kostümen und Dekorationen präsentiert wurde.

## Laufzeit
Von 1963 bis 1982 wurden insgesamt 35 Folgen produziert, welche zum Teil Einschaltquoten bis zu 44 % erreichten. Die ersten 10 Folgen sind in den Archiven des NDR nicht mehr vorhanden.
Ein Fragment der 5. Sendung vom 31. Januar 1966 befindet sich im Medienarchiv Bielefeld. Die Sendung wurde 1976 mit der Goldenen Kamera der Hörzu ausgezeichnet.